# Slikkendam
Slikkendam is een buurtschap in de gemeente Nieuwkoop, in de Nederlandse provincie Zuid-Holland. Het ligt in het zuidoosten van de gemeente tussen Noordse Buurt en Woerdense Verlaat.
Kernen: De Meije (deels) · Korteraar · Langeraar · Nieuwkoop · Nieuwveen · Noordeinde · Noorden · Noordse Dorp · Papenveer · Ter Aar · Vrouwenakker · Woerdense Verlaat · Zevenhoven

Buurtschappen: Achttienhoven · Blokland · Kerkbuurt · Kerkpad · Noordse Buurt · Pulmot · Slikkendam · Vrijhoeven · Zevenhovenseweg · Zuideinde

Zuid-Holland: Steden en dorpen      Nederland: Provincies · Gemeenten